# Night Changes
Night Changes è un singolo del gruppo musicale britannico One Direction, pubblicato il 16 dicembre 2014 come secondo estratto dal quarto album in studio Four.

## Descrizione
Settima traccia di Four, Night Changes è stata scritta dai cinque componenti del gruppo in collaborazione con Jamie Scott, Julian Bunetta e John Ryan.

## Video musicale
Il videoclip, diretto da Ben Winston e girato a Londra a fine ottobre individualmente dai componenti del gruppo, è stato pubblicato il 21 novembre 2014.
In esso vengono mostrati i cinque componenti del gruppo durante i loro rispettivi appuntamenti romantici, mostrati dal punto di vista della loro partner, ognuno in un posto diverso: Zayn Malik in un ristorante, Liam Payne in un luna park, Harry Styles su una pista di pattinaggio, Louis Tomlinson ad Hyde Park e alla guida di un'auto d'epoca, Niall Horan in una casa decorata in modo natalizio. Ma, come il testo della canzone evidenzia i veloci e inaspettati cambiamenti nella vita, nel video si nota alla fine come ogni bel momento possa diventare, in un attimo, disastroso. Ed ecco che Malik si ritrova con un piatto di spaghetti in testa tiratogli dall'ex della ragazza, Payne vomita nel cappello della ragazza a causa della nausea provocata dalle giostre, Styles in un'ambulanza con il braccio ingessato per un'azzardata piroetta, Tomlinson arrestato da un agente della polizia per un'infrazione e insolenza al pubblico ufficiale e Horan con un braccio in fiamme per un incidente con il camino, nonché con il vestito della ragazza rovinato.

## Tracce
CD singolo (Australia, Europa)
1. Night Changes – 3:52
2. Night Changes (AFTERHRS Remix) – 3:40
3. Night Changes (Live Acoustic Session) – 3:40

Download digitale
1. Night Changes (AFTERHRS Remix) – 3:40
2. Night Changes (Live Acoustic Session) – 3:40
3. Steal My Girl (Live Acoustic Session) – 3:46

## Classifiche

### Classifiche settimanali
| Classifica (2014-24) | Posizione massima |
| -------------------- | ----------------- |
| Australia            | 19                |
| Austria              | 42                |
| Belgio (Fiandre)     | 1                 |
| Belgio (Vallonia)    | 4                 |
| Canada               | 20                |
| Danimarca            | 24                |
| Filippine            | 15                |
| Francia              | 106               |
| Germania             | 79                |
| India                | 2                 |
| Indonesia            | 17                |
| Irlanda              | 13                |
| Italia               | 32                |
| Norvegia             | 23                |
| Nuova Zelanda        | 11                |
| Paesi Bassi          | 76                |
| Portogallo           | 34                |
| Regno Unito          | 7                 |
| Repubblica Ceca      | 19                |
| Singapore            | 10                |
| Slovacchia           | 22                |
| Spagna               | 22                |
| Stati Uniti          | 31                |
| Svezia               | 19                |
| Svizzera             | 46                |

### Classifiche di fine anno
| Classifica (2015) | Posizione |
| ----------------- | --------- |
| Stati Uniti       | 98        |
| Classifica (2022) | Posizione |
| India             | 6         |
| Classifica (2023) | Posizione |
| India             | 6         |
| Classifica (2024) | Posizione |
| Filippine         | 61        |
| India             | 5         |